# Take What You Want
A Take What You Want Post Malone amerikai rapper és énekes dala, amin közreműködött Ozzy Osbourne angol énekes-dalszerző és Travis Scott amerikai rapper. A dalt Post, Osbourne és Scott szerezte, Billy Walsh, illetve a dal producerei Louis Bell és Andrew Watt mellett. A dal megjelent az előadó harmadik stúdióalbumán, a Hollywood’s Bleedingen, majd később Osbourne tizenkettedik albumán, az Ordinary Manen (2020). 2019. október 15-én küldték el az amerikai kortárs slágerrádióknak, amivel Malone albumának hatodik kislemeze lett.
Az első közreműködés Malone és Osbourne között, akik később dolgoztak még együtt az utóbbi It’s a Raid című dalán. A Take What You Want nyolcadik helyet érte el a Billboard Hot 100-on.

## Közreműködők
- Post Malone – vokál, dalszerző
- Ozzy Osbourne – vokál, dalszerző
- Travis Scott – vokál, dalszerző
- Andrew Watt – producer, dalszerző, gitár
- Louis Bell – felvételek, producer, vokál producer
- Billy Walsh – dalszerző
- Chad Smith – dobok
- Paul Lamalfa – felvételek
- Manny Marroquin – keverés
- Chris Galland – keverési asszisztens
- Robin Florent – keverési asszisztens
- Scott Desmarais – keverési asszisztens
- Mike Bozzi – maszterelés

## Slágerlisták
| Slágerlista (2019-2020)               | Legmagasabb pozíció |
| ------------------------------------- | ------------------- |
| Ausztrália (ARIA)                     | 30                  |
| Csehország (Singles Digitál Top 100)  | 18                  |
| Dánia (Tracklisten Top 40)            | 19                  |
| Egyesült Királyság (UK Singles Chart) | 22                  |
| Franciaország (Single Top 100)        | 154                 |
| Görögország (IFPI)                    | 39                  |
| Hollandia (Single Top 100)            | 37                  |
| Írország (IRMA)                       | 37                  |
| Kanada (Canadian Hot 100)             | 8                   |
| Kanada Rock (Billboard)               | 48                  |
| Lettország (LAIPA)                    | 17                  |
| Litvánia (AGATA)                      | 20                  |
| Magyarország (Stream Top 40)          | 6                   |
| Norvégia (VG-lista)                   | 12                  |
| Olaszország (FIMI)                    | 44                  |
| Portugália (AFP Top 100 Singles)      | 38                  |
| Svédország (Sverigetopplistan)        | 24                  |
| Szlovákia (Singles Digitál Top 100)   | 10                  |
| US Billboard Hot 100                  | 8                   |
| US Mainstream Top 40 (Billboard)      | 36                  |
| US Rock Airplay (Billboard)           | 28                  |
| US Rolling Stone Top 100              | 2                   |
| Új-Zéland (Recorded Music NZ)         | 30                  |

## Minősítések
| Régió                    | Minősítések     | Példányszám |
| ------------------------ | --------------- | ----------- |
| Dánia (IFPI Danmark)     | Aranylemez      | 45 000      |
| Egyesült Államok (RIAA)  | 2× Platinalemez | 2 000 000   |
| Egyesült Királyság (BPI) | Aranylemez      | 400 000     |
| Kanada (Music Canada)    | 3× Platinalemez | 240 000     |
| Olaszország (FIMI)       | Aranylemez      | 35 000      |
| Portugália (AFP)         | Aranylemez      | 5 000       |

## Kiadások
| Régió            | Dátum               | Formátum                     | Kiadó    | For.   |
| ---------------- | ------------------- | ---------------------------- | -------- | ------ |
| Világszerte      | 2019. szeptember 6. | digitális letöltés streaming | Republic | [ 32 ] |
| Egyesült Államok | 2019. október 15.   | kortárs slágerrádió          | Republic | [ 1 ]  |